# UCI-BMX-Freestyle-Weltcup 2017
Beim UCI-BMX-Freestyle-Weltcup 2017 wurden durch die Union Cycliste Internationale die Weltcupsieger im BMX-Freestyle ermittelt.

## Termine
Der BMX-Freestyle-Weltcup wurde wie im Vorjahr im Rahmen der FISE World Series im Auftrag der UCI organisiert und bestand aus vier Runden:
- Montpellier: 24.–28. Mai
- Budapest: 18.–20. August
- Edmonton: 15.–17. September
- Chengdu: 3.–5. November

In jeder Runde wurde ein Wettkampf in der Variante Park bei Männern und Frauen durchgeführt. Die Wettkämpfe gingen über mehrere Tage, der letzte Tag war jeweils dem Finale gewidmet. Der Sieg in einer Runde wurde mit 10.000 Punkten bewertet, die zugleich für die Weltrangliste zählten.
Im Anschluss an die letzte Runde fanden ebenfalls in Chengdu die Urban-Cycling-Weltmeisterschaften 2017 statt.

## Park Männer
| # | Datum         | Ort         | Erster         | Zweiter             | Dritter         |
| - | ------------- | ----------- | -------------- | ------------------- | --------------- |
| 1 | 28. Mai       | Montpellier | Logan Martin   | Konstantin Andrejew | Daniel Dhers    |
| 2 | 20. August    | Budapest    | Brandon Loupos | Daniel Dhers        | Irek Risajew    |
| 3 | 17. September | Edmonton    | Daniel Dhers   | Logan Martin        | Daniel Sandoval |
| 4 | 5. November   | Chengdu     | Nick Bruce     | Logan Martin        | Colton Walker   |

Gesamtwertung
| Platz | Name                | Punkte |
| ----- | ------------------- | ------ |
| 1     | Daniel Dhers        | 29.500 |
| 2     | Logan Martin        | 28.700 |
| 3     | Alex Coleborn       | 25.300 |
| 4     | Nick Bruce          | 23.600 |
| 5     | Daniel Sandoval     | 23.500 |
| 6     | Konstantin Andrejew | 22.300 |

## Park Frauen
| # | Datum         | Ort         | Erste          | Zweite          | Dritte          |
| - | ------------- | ----------- | -------------- | --------------- | --------------- |
| 1 | 28. Mai       | Montpellier | Hannah Roberts | Nikita Ducarroz | Macarena Pérez  |
| 2 | 20. August    | Budapest    | Lara Lessmann  | Nikita Ducarroz | Hannah Roberts  |
| 3 | 17. September | Edmonton    | Hannah Roberts | Macarena Pérez  | Nikita Ducarroz |
| 4 | 5. November   | Chengdu     | Hannah Roberts | Lara Lessmann   | Macarena Pérez  |

Gesamtwertung
| Platz | Name               | Punkte |
| ----- | ------------------ | ------ |
| 1     | Hannah Roberts     | 38.200 |
| 2     | Nikita Ducarroz    | 32.900 |
| 3     | Macarena Pérez     | 32.100 |
| 4     | Analia Zacarias    | 27.500 |
| 5     | Shanice Silva Cruz | 25.000 |
| 6     | Lara Lessmann      | 19.000 |